# Johan von Utfall (ingenjör)
Johan Carl Jacob von Utfall, född den 27 augusti 1908 i Stockholm, död där den 13 mars 1973, var en svensk ingenjör.
von Utfall avlade examen vid Kungliga Tekniska högskolan 1935. Han anställdes vid Sveriges radio 1933, blev chef för tekniska avdelningen där och chefsingenjör 1947, teknisk direktör 1955 samt vice verkställande direktör 1964. von Utfall var tillförordnad direktör på Telecommunication Service vid Förenta nationerna i New York 1948-1950. Han blev kapten i reserven 1942 och var signalkompanichef 1940–1944. von Utfall genomgick Försvarshögskolan 1958. Han blev riddare av Nordstjärneorden 1959. von Utfall vilar i sin farfars fars grav på Norra begravningsplatsen utanför Stockholm.